# 鎌倉悦子
鎌倉 悦子（かまくら えつこ、1914年（大正3年） - ）とは、日本の飛込競技選手。1932年ロサンゼルスオリンピックに出場した。

## 経歴
1914年、大阪府に生まれる。大阪府立清水谷高等女学校（現在の大阪府立清水谷高等学校）在学中の1932年、全日本水上選手権の女子飛板飛込・高飛込で優勝し、ロサンゼルスオリンピックの飛込競技の日本代表となり、女子飛板飛込・女子高飛込に出場した。日本人の女子がオリンピックの飛込競技に出場するのは初めてのことであった。予選を通過した後の決勝では、前飛込・後飛込で好成績を残した一方、前半捻りや選択飛込の得点が伸び悩んだため、入賞を逃した。結果は飛板飛込が60.78点で7位、高飛込が31.36点で6位であった。高校卒業後は大阪府女子専門学校に進学し、大阪市住吉区に暮らした。阪神甲子園球場の大プールで1936年ベルリンオリンピックでの優勝を目指して同年春先から練習に励んでいたが、1936年4月25日に母が死去したことを受けて競技続行を断念し、引退した。